# Richard Fortey
Richard Alan Fortey FRS (Londres, 15 de fevereiro de 1946 – 7 de março de 2025) foi um paleontólogo e escritor britânico.

## Carreira
Fortey teve uma longa carreira como paleontólogo no Museu de História Natural de Londres; Seus interesses de pesquisa incluem, acima de tudo, trilobitas: aos 14 anos, ele descobriu seu primeiro trilobita, despertando um interesse apaixonado que mais tarde se tornou uma carreira. Ele nomeou várias espécies de trilobitas e continuou sua pesquisa depois de se aposentar do Museu.
Ele estudou trilobitas e graptólitos, especialmente aqueles do Ordoviciano e sua sistemática, evolução e modos de vida; ele também esteve envolvido em pesquisas sobre paleogeografia e correlação do Ordoviciano; evolução dos artrópodes, especialmente a origem dos principais grupos e as relações entre os tempos de divergência, conforme revelado por evidências moleculares e pelo registro fóssil. Sua produção científica inclui mais de 250 artigos sobre trilobitas, estratigrafia ordoviciana e paleogeografia.
Ele foi o autor de livros de ciência popular sobre uma variedade de assuntos, incluindo geologia, paleontologia, evolução e história natural, por exemplo, Trilobita! ou Sala de Armazenamento Seco nº 1.
A partir de 2012, ele foi um apresentador de televisão aparecendo na BBC Four apresentando programas de história natural; foi Professor Collier para a Compreensão Pública da Ciência e Tecnologia no Instituto de Estudos Avançados da Universidade de Bristol 2002 e professor visitante de Paleobiologia na Universidade de Oxford 1999-2009.

## Obras
- A Curious Boy, William Collins (2021, ISBN 978-0-00-832396-7)
- Fossils: The Key to the Past, Natural History Museum (1982, 5a. edição 2015)
- The Hidden Landscape, Jonathan Cape (1993, ISBN 0-224-03651-3), Bodley Head (ed. revisada 2010)
- Life: An Unauthorised Biography. A Natural History of the First Four Billion Years of Life on Earth, HarperCollins (1997, ISBN 0-00-638420-X), Folio Society edition (2008)
- Trilobite!: Eyewitness to Evolution, HarperCollins (2000, ISBN 0-00-655138-6)
- The Earth: An Intimate History, HarperCollins (2004, ISBN 0-00-655137-8), Folio Society edition (2011)
- Dry Store Room No. 1: The Secret Life of the Natural History Museum, HarperPress (2008, ISBN 978-0-00-720988-0)
- Survivors: The Animals and Plants That Time Has Left Behind, HarperCollins (2011), publicado como Horseshoe Crabs and Velvet Worms (2012) nos EUA
- The Wood for the Trees: The Long View of Nature from a Small Wood, William Collins (2016, ISBN 978-0-00-810466-5)

Ele também escreveu títulos humorísticos sob dois pseudônimo:
- The Roderick Masters Book of Money-Making Schemes, or How to Become Enormously Wealthy with Virtually No Effort, publicado anonimamente, Routledge & Kegan Paul (1981, ISBN 0-7100-0973-9)
- Bindweed's Bestseller, ed. Heather & David Godwin, Jackie & Richard Fortey, Pan Books (1982, ISBN 0-330-26933-X)

## Morte
Fortey morreu no dia 7 de março de 2025, aos 79 anos, após uma curta batalha contra um câncer.